# Vanilla parvifolia
Vanilla parvifolia,  es una especie de orquídea de hábito trepador y  de crecimiento rastrero que es originaria de Sudamérica.

## Descripción
Esta especie puede ser reconocida entre las vanillas por tener los tallos relativamente delgados, el labio trilobulado, más o menos redondo, con el  lóbulo central acuminado y un disco con nueve láminas estrechas, las hojas ligeramente membranosas y reticuladas, ovales, y flores generalmente solitarias en las axilas de las hojas, a veces terminales, con los segmentos relativamente más pequeños que los de algunas especies, pero muy abiertos y amplios, de ovario más o menos graso, y por su hábito terrestre, y en los árboles apoyados por sus raíces aéreas
Es una orquídea epifita de tamaño grande, herbácea y trepadora con hojas carnosas, anchamente elíptico-oblongas a ovadas, apiculadas a obtusas, de color verde azulado mate. Las inflorescencias se producen en las axilas, son sésiles, erectas,  no ramificados, de 15 cm de largo con las inflorescencias muy imbricadas,  con brácteas y con la apertura de las flores individuales de forma sucesiva y que duran de 1 a 2 días.

## Distribución y hábitat
Se encuentra en Brasil y Paraguay como epífita trepadora.

## Taxonomía
Vanilla parvifolia fue descrita por João Barbosa Rodrigues y publicado en Genera et Species Orchidearum Novarum 2: 271, en el año 1881.
Sinonimia
- Vanilla perexilis Bertoni
- Vanilla perexills Bertoni	Synonym	[5]